# Justiça dos vencedores
A expressão "justiça dos vencedores" é um termo pejorativo usado em referência à aplicação distorcida da justiça à parte derrotada pela parte vitoriosa após um conflito armado. Geralmente envolve a punição excessiva ou injustificada das partes derrotadas e a punição leve ou clemência por transgressões cometidas pelos vencedores. A justiça dos vencedores pode ser usada em referência a manifestações de uma diferença nas regras que pode resultar em hipocrisia e vingança, ou justiça retributiva que leva à injustiça. Também pode se referir a uma deturpação do registro histórico dos eventos e ações da parte perdedora durante ou antes do conflito.
O termo inglês "victors' justice" foi usado pela primeira vez pelo professor de história Richard Minear em seu relato de 1971 sobre o Tribunal Militar Internacional para o Extremo Oriente, e é tipicamente (mas nem sempre) aplicado às consequências de uma guerra. Pode ser uma tradução emprestada do sinônimo alemão Siegerjustiz, que é atestado desde pelo menos a década de 1960. Intimamente relacionada com ela está o denominado comportamento Vae victis ("ai dos vencidos"), onde o vencedor muda unilateralmente os tratados acordados ou suas interpretações, o que é visto como uma forma de justiça dos vencedores.